# Life goes on (CHARCOAL FILTERの曲)
「Life goes on」（ライフ・ゴーズ・オン）は、日本のロックバンド、CHARCOAL FILTERの2枚目のシングル。

## 概要
- 表題曲「Life goes on」は、フジテレビ「笑楽園」オープニングテーマ。シングル表題曲初のタイアップ。

## 収録曲
1. Life goes on
2. Single word
3. Snow drive

### クレジット
- 作詞：Yuzo Otsuka（#1, 3）　CHARCOAL FILTER（#2）
- 作曲・編曲：CHARCOAL FILTER（全曲）

## 収録アルバム
- Spiky (#1, #2, #3) - #1は「Album Mix」として収録。
- The Best History of CHARCOAL FILTER (#1)